# 東門前 (さいたま市)
東門前（ひがしもんぜん）は、埼玉県さいたま市見沼区の大字。郵便番号は337-0016。本項では、かつて同地域に存在した北足立郡東門前村（ひがしもんぜんむら）についても記す。

## 地理
さいたま市見沼区東部の大宮台地上に位置する。かつての見沼の入り江の部分にあたる低地が地区西部の加田屋川付近に見られる。東で東宮下に、西で蓮沼に、南で新堤および大谷に、北で風渡野に隣接する。東端を見沼代用水東縁が通り、西端を加田屋川が流れる。埼玉県道2号さいたま春日部線沿いに2箇所、東武野田線（東武アーバンパークライン）七里駅北方に一箇所、飛地が存在する。埼玉県道2号さいたま春日部線と埼玉県道322号東門前蓮田線（旧国道122号）が交差する、七里駅入口交差点の周辺にあたる。見沼代用水東縁の左岸側に当たる地区東部を除き、市街化区域に指定されている。地内は主に住宅地で、上記交差点付近を中心に団地や商業施設、商店街があり比較的繁華である。

### 河川
- 見沼代用水東縁
- 加田屋川

## 小字
- 原、本村、谷中、寺下、道際、瓜ヶ谷戸（飛地）、上の宮（飛地）[7]、天神下（飛地）

## 歴史
江戸時代初期、正保 - 元禄年間（1645年 - 1704年）頃、風渡野村から分村した武蔵国足立郡南部領に属する門前村が前身。古くは風渡野郷に属していたという。村高は『元禄郷帳』では180石余、『天保郷帳』では178石余であった。助郷は日光御成街道大門宿に出役していたが、寛保・宝暦年間は中山道大宮宿にも代出役していた。化政期の戸数は20軒余で、村の規模は東西5町、南北3町余であった。

### 地名の由来
風渡野村の鷲明神社の門前集落であったため。

### 沿革
- 初めは幕府領、1662年（寛文元年）より旗本伏見氏の知行[4]。なお、検地年代は不詳。
- 1728年（享保13年）に見沼が干拓され、村内に見沼代用水が開削。
- 1731年（享保16年）より見沼通船が開始、村内に門前河岸[4]が設置される。
- 1828年（文政11年）より大門宿寄場34か村組合に所属[4]。
- 幕末時点では足立郡門前村であった。明治初年の『旧高旧領取調帳』の記載によると、旗本伏見氏の知行であった[8]。
- 1871年（明治4年）11月13日 - 第1次府県統合により埼玉県の管轄となる。
- 1879年（明治12年）3月17日 - 郡区町村編制法の埼玉県での施行により北足立郡の所属となる。それに伴い、郡内に同名の村（現：上尾市西門前）が所在したことから東を冠称し、東門前村に改称。
- 1889年（明治22年）
  - 4月1日 - 町村制の施行により、北足立郡東門前村が単独で自治体を形成[9]。大谷村、猿ヶ谷戸村、新堤村、東宮下村、膝子村、風渡野村と大谷村外6ヶ村組合を結成し、組合役場を猿ヶ谷戸村に設置。
  - 6月1日 - 大谷村外6ヶ村組合が、同名の大谷村との同名回避のため、膝子村外6ヶ村組合に改称される。
- 1913年（大正2年）4月2日 - 膝子村外6ヶ村組合を解消し、7村の区域をもって七里村が発足[10]。同日東門前村廃止。七里村の大字東門前となる[9]。
- 1955年（昭和30年）1月1日 - 七里村が大宮市に編入される[10]。大宮市の大字となる。また地内の379番地（現在のJAさいたま七里の場所）に七里公民館が同日開設される[11]。
- （時期不明）一部の地域が東宮下に編入。
- 1993年（平成5年）
  - 5月21日 - 一部を事業区域に含む風渡野南特定土地区画整理事業の都市計画決定が告示される[12]。
  - 5月28日 - 風渡野南特定土地区画整理事業の事業計画決定が告示される[12]。
- 2001年（平成13年）5月1日 - 浦和市・大宮市・与野市が合併し、さいたま市が発足。さいたま市の大字となる。
- 2002年（平成14年）
  - 2月26日 - 一部を事業区域に含む七里駅北側特定土地区画整理事業の都市計画決定が告示される[12]。
  - 7月9日 - 七里駅北側特定土地区画整理事業の事業計画決定が告示される[12]。
- 2003年（平成15年）4月1日 - さいたま市が政令指定都市に移行し、同市見沼区の大字となる。

## 世帯数と人口
2017年（平成29年）9月1日時点の世帯数と人口は、以下のとおりである。
| 大字       | 世帯数    | 人口    |
| ---------- | --------- | ------- |
| 大字東門前 | 1,838世帯 | 4,023人 |

## 小・中学校の学区
市立小・中学校に通う場合、学区（校区）は以下のとおりとなる。
| 区域 | 小学校                 | 中学校                 |
| --- | ---------------------- | ---------------------- |
| 416 - 456番地 | さいたま市立七里小学校 |                        |
| 上記以外（小学校） | さいたま市立蓮沼小学校 |                        |
| 1 - 16番地1 |                        | さいたま市立大谷中学校 |
| 16番地2 - 29番地、66 - 70番地、72番地、74 - 91番地、93 - 99番地 209番地、217番地2、219 - 224番地、232 - 304番地1 304番地3 - 312番地1、312番地3 - 5、313 - 314番地、323 - 446番地1 446番地3 - 447番地1、447番地3 - 449番地1 | さいたま市立七里中学校 |                        |
| 30 - 65番地、71番地、73番地、92番地、100番地〜209番地1 209番地3 - 217番地1、217番地3 - 218番地、225 - 231番地、304番地2 312番地2・6、315 - 322番地、446番地2、447番地2、449番地2以降                                       | さいたま市立春里中学校 |                        |

## 交通

### 鉄道
地内に鉄道路線は通っていない。最寄り駅は、全域が東武野田線（東武アーバンパークライン）の七里駅である。

### 道路
- 埼玉県道2号さいたま春日部線
- 埼玉県道105号さいたま鳩ヶ谷線
- 埼玉県道322号東門前蓮田線

### バス
- 東武バスウエスト
  - 大宮営業事務所
    - 大50：大宮駅東口 - 堀の内 - 導守 - タムロン前 - 半縄橋（大宮東警察署前） - 加倉 - 岩槻駅
    - 大50：大宮駅東口 - 堀の内 - 導守 - タムロン前 - 半縄橋（大宮東警察署前） - 東宮下 - 宮下
- 国際興業バス
  - さいたま東営業所
    - 東大81：さいたま東営業所 - 神宮台入口 - 七里駅入口 - 深作中 - アーバンみらい - 丸ヶ崎火の見下 - 東大宮駅
    - 七里01：さいたま東営業所 - 神宮台入口 - 七里駅入口 - 深作中 - アーバンみらい
- さいたま市コミュニティバス
  - 見沼区コミュニティバス：国際興業バスさいたま東営業所が運行
    - さぎ山ルート：大谷県営住宅 - 七里学校前 - 大谷中学校 - 大和田駅 - 見沼区役所 - 七里駅西 - 大谷県営住宅 - 片柳コミュニティセンター - 染谷南 - さぎ山記念公園（構内）
    - 沖郷ルート：大谷県営住宅 - 七里学校前 - 大谷中学校 - 大和田駅 - 見沼区役所 - 七里駅西 - 大谷県営住宅 - 片柳コミュニティセンター - 染谷南 - 沖郷会館

## 地域

### 県営住宅
- 大宮東門前住宅
  - 通称名：県営大宮東門前団地

### 施設
- 七里郵便局
- 七里支所
- JAさいたま七里支店
- ソラスト七里
- 武蔵野銀行七里支店 マルエツ東門前店出張所
- 武蔵野銀行七里支店 七里駅前出張所
- 東門前第一自治会館
- 見沼つむぎ保育園 - 飛地に所在
- 湯殿神社
- 東門前北公園
- 谷中公園
- 寺下公園
- 上の宮公園